# Eosentomon brevicorpusculum
Eosentomon brevicorpusculum är en urinsektsart som beskrevs av Yin 1965. Eosentomon brevicorpusculum ingår i släktet Eosentomon och familjen trakétrevfotingar. Inga underarter finns listade i Catalogue of Life.